# Hypoderma caricis
Hypoderma caricis är en svampart som beskrevs av S.J. Wang, Li Chen & Y.R. Lin 2007. Hypoderma caricis ingår i släktet Hypoderma och familjen Rhytismataceae.   Inga underarter finns listade i Catalogue of Life.